# 伊洛 (勃兰登堡州)
伊洛（德語：Ihlow）是德国勃兰登堡州的一个市镇，隶属于泰尔托-弗莱明县。总面积为47.69平方千米，截至2020年总人口为656人。